# Джей Глен Майнер
Джей Глен Майнер (англ. Jay Glenn Miner, також Джей Майнер; 31 травня 1932 , Прескот, Аризона  — 20 червня 1994 , Маунтін-В'ю, Каліфорнія ) — знаменитий розробник мікросхем, відомий перш за все як людина, завдяки якій стало можливим втілення концепцій, що пізніше отримали назву мультимедіа.
Основний розробник першого в світі мультимедійного персонального комп'ютера Amiga 1000 (1985 рік). Погляди Джея Майнера настільки випереджали час, що сьогодні він сприймається багатьма як провидець, який насамперед сам зробив внесок у здійснення своєї мрії.
Освіта: мав ступінь бакалавра з EECS отриману в 1959 році в Берклі (штат Каліфорнія).

## Біографія
На початку своєї діяльності, Джей Майнер веде багато проектів у сфері автоматизації медицини (зокрема відомий кардіостимулятор «pacemaker» з дистанційним керуванням), також він брав участь у створенні перших цифрових вольтметра і калькулятора в США.
В кінці 1970 року Джей Майнер влаштовується на роботу в компанію Atari. Тут він отримує посаду керівника відділу зайнятого «згортанням» технологічного набору компонентів в одну мікросхему, що отримала назву TIA (від англ. Television Interface Adaptor). Ця мікросхема відповідала в Atari 2600 за виведення зображення на екран, і принесла компанії Atari її перші мільйони доларів. По закінченні проекту TIA, Джей очолює роботи зі створення першого в світі чипсету, відомого як CTIA і ANTIC, який є «серцем» 8-бітного сімейства комп'ютерів Atari.
Однак на початку 1980 року Джей Майнер разом з іншими штатними співробітниками Atari заявляє що «ситий по горло некомпетентним керівництвом» (дослівно) і йде з компанії. Пішовши з Atari, співробітники засновують у м. Санта-Клара власну компанію Hi-Toro (пізніше перейменовану в Amiga Corporation), в якій вони розраховують працювати згідно зі своїми уявленнями про свободу творчості. Тут вони починають роботу над комп'ютером Lorraine, який повинен був перевершити будь-які наявні на той момент комп'ютери домашнього використання. Джей Майнер, як керівник проекту, був змушений озиратися на інвесторів, які вимагали від нього створення ігрової приставки і тільки крах ринку відеоігор у 1983 році дозволяє йому здійснити задумане і створити персональний комп'ютер. Для залучення коштів у проект, компанія Amiga Corporation також розробляє джойстики і продає картриджі з іграми для популярних ігрових приставок Atari 2600 і ColecoVision. У той же час, розробляється легендарний джойстик JoyBoard («дошка для серфінгу»), на якому можна було стояти або сидіти «в позі лотоса». Керування здійснювалося переміщенням ваги гравця. JoyBoard був позитивно сприйнятий виробниками ігрових автоматів і зіграв свою роль у приховуванні ключових розробок якими займалася компанія Amiga Corporation.
У 1984 році Warner Brothers втомлюються від комп'ютерного бізнесу, і компанія Atari продається єдиній зацікавленій у ній людині — Джеку Треміелу, який раніше займав пост глави Commodore International.
У тому ж 1984 році Джек Треміел інвестує 500000 доларів у проект комп'ютера Lorraine і сподівається скористатися його результатами для створення сімейства 32-бітних комп'ютерів, які (за його планами) повинні були прийти на зміну продаваним у той час Atari. Однак, коли у компанії закінчуються кошти, весь проект Lorraine купується корпорацією Commodore, яка запропонувала більш вигідні умови ніж висував Треміел. У відповідь, Треміел пред'являє розробникам Lorraine позов на інвестовані ним 500000 доларів, але Commodore виділяє Amiga Corporation 1 млн доларів для погашення їхніх боргів, і таким чином залагоджує спір. Lorraine (що являв собою до цього моменту кілька макетних плат з'єднаних проводами) «згортається» в одну материнську плату, отримує корпус розроблений інженерами Commodore і викидається на ринок вже під назвою Amiga 1000. Цей комп'ютер стає першим у світі персональним комп'ютером, наділеним мультимедійними можливостями: операційною системою витісняльної багатозадачності, графічним інтерфейсом керованим маніпулятором типу «миша», інтерактивною гіпертекстовою довідкою, зображенням, достатнім для відображення відеоряду (PAL/NTSC, 4096 кольорів) і 4-канальним стерео-звуком.
Джей Майнер працює в корпорації Commodore кілька років, які проходять в офісі, розташованому в Лос-Гатосі, штат Каліфорнія. Розробка Amiga під керівництвом Джея успішна, з'являються все нові і нові моделі, які радують і дивують користувачів, аж до того дня, коли збори акціонерів Commodore вирішують поміняти керівництво. Нове керівництво бере курс на повну ізоляцію групи розробників, сувору охорону комерційної таємниці, активну боротьбу з компаніями, що розробляють периферійні пристрої для Amiga, і навіть просто продавцями Amiga в інших корпусах. Багато хто з провідних інженерів звільняються без підстав або «за власним бажанням», офіс Лос-Гатосі закривається. Така політика незабаром призводить до банкрутства колосальної корпорації, яка володіла здавалося б незліченними заводами, фабриками, магазинами і складами готової продукції по всьому світу. Проте, вже після закриття свого офісу, Джей Майнер не кидає своє дітище і працює як консультант Commodore до самого її банкрутства.

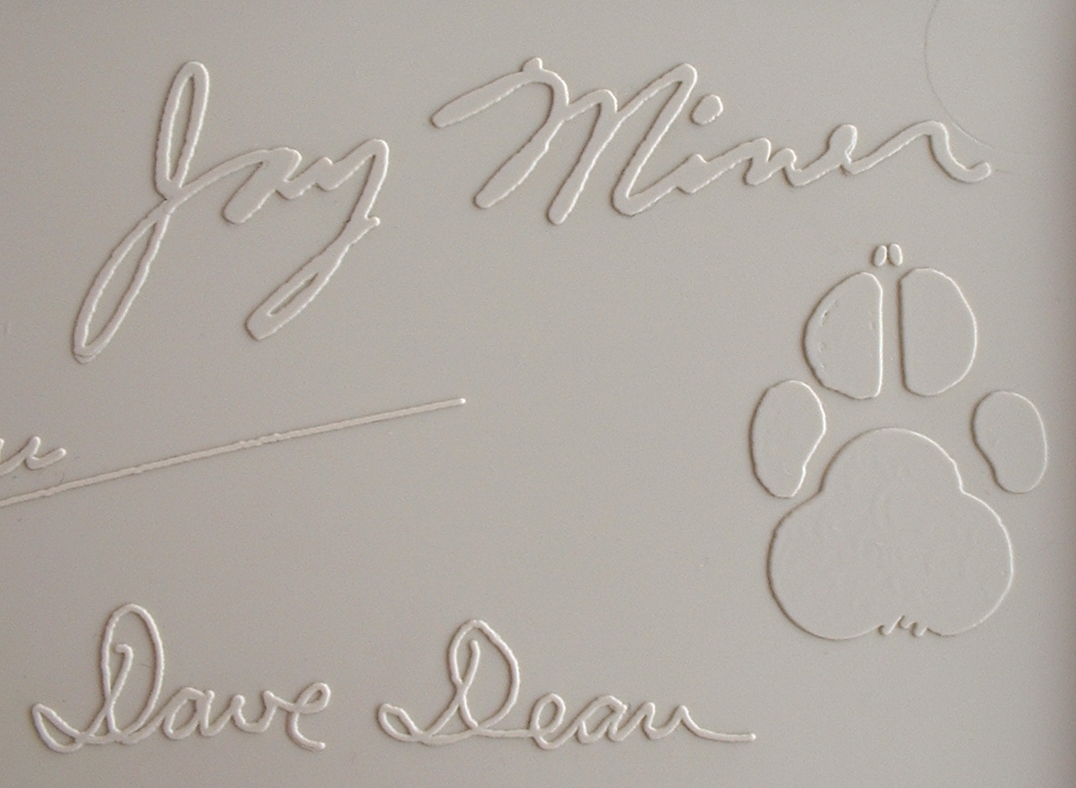
Підпис Джея Майнера і відбиток лапи його собаки Мічі на корпусі Amiga 1000

Виходячи з біографії, Джей Майнер вважався «Падре» (батьком) Amiga, як серед користувачів Amiga, так і в ЗМІ.
У нього були кумедні риси. Наприклад, куди б він не пішов і де б не працював, поруч з ним завжди була його вірна собака породи кокапу Мічі (Mitchy). Коли Джей працював в Atari, його улюблена собака мала свій корпоративний бейджик, який пред'являвся на вході. Відбиток собачої лапи можна побачити на внутрішній стороні корпусу перших Amiga 1000 вироблених Commodore, поруч з підписом Джея Майнера і тих небагатьох талановитих інженерів, які створили цей комп'ютер.
Більшу частину життя, Джей Майнер прожив з уродженою хворобою нирок (таку ж хворобу мала його дружина Кароліна Поплавські) і покладався в лікуванні на діаліз. Його рідна сестра Джойс Бірз (Joyce Beers) пожертвувала йому одну з власних здорових нирок. Через чотири роки після операції, 20 червня 1994 року, Джей Майнер помер від ниркової недостатності в одній з лікарень міста Маунтін-В'ю штату Каліфорнія, у віці 62 років. Це відбулося через два місяці після банкрутства корпорації Commodore (за версією жовтої преси, у Джея Майнера стався серцевий напад на ґрунті банкрутства Commodore).
Джей Майнер і Кароліна Майнер (дошлюбне прізвище Поплавські) були бездітними. Після смерті Джея Майнера, у нього залишилися племінники: Лінда Гейзиґ (Linda Heisig), яка проживає в місті Голт, штат Каліфорнія, і Робін Бірз (Robin Beers), який проживає в Сан-Дієго, штат Каліфорнія.
20 червня кожного року в Унітарній Церкві Універсаліста Пало-Альто (505 E. Чарлстонська Дорога) о 13:00 проходить служба, в якій поминають Джея Майнера. Серед одного мільйона імен, нанесених на табличку № 2 [Архівовано 6 серпня 2019 у Wayback Machine.] на борту космічного апарата «Стардаст», є імена Amiga і Commodore Amiga.